# Episodi di Mezzanotte a Istanbul (prima stagione)
La prima stagione della serie televisiva drammatica turca Mezzanotte a Istanbul (Pera Palas'ta Gece Yarısı), composta da 8 episodi, è stata distribuita sulla piattaforma di streaming Netflix il 3 marzo 2022.
| nº | Titolo originale | Titolo italiano        | Pubblicazione Turchia | Pubblicazione Italia |
| -- | ---------------- | ---------------------- | --------------------- | -------------------- |
| 1  | Yolculuk         | Il viaggio             | 3 marzo 2022          | 3 marzo 2022         |
| 2  | Kökler           | Radici                 | 3 marzo 2022          | 3 marzo 2022         |
| 3  | Gizli            | Il segreto             | 3 marzo 2022          | 3 marzo 2022         |
| 4  | Mefkud           | Senza notizie          | 3 marzo 2022          | 3 marzo 2022         |
| 5  | Men Dakka Dukka  | Chi la fa l'aspetti    | 3 marzo 2022          | 3 marzo 2022         |
| 6  | Hayat-ı Memat    | Vita o morte           | 3 marzo 2022          | 3 marzo 2022         |
| 7  | Yüzleşme         | Lo scontro             | 3 marzo 2022          | 3 marzo 2022         |
| 8  | Zenberek         | La molla dell'orologio | 3 marzo 2022          | 3 marzo 2022         |